# Limnophila subcylindrica
Limnophila subcylindrica är en tvåvingeart som beskrevs av Alexander 1928. Limnophila subcylindrica ingår i släktet Limnophila och familjen småharkrankar. Inga underarter finns listade i Catalogue of Life.